# مياوادي
مياوادي (بالبورمية: မြဝတီ)، (بالتايلندية: เมียวดี)  هي مدينة في جنوب شرق ميانمار، في ولاية كايين، بالقرب من الحدود مع تايلاند. تعد المدينة، التي يفصلها نهر موي (نهر ثونجين) عن بلدة [[|]] [[|الحدودية]] التايلاندية، أهم نقطة تجارية بين ميانمار وتايلاند. تقع مياوادي على 170 كيلومتر (110 ميل) شرق ماولاميين، رابع أكبر مدينة في ميانمار، و 426 كيلومتر (265 ميل) شمال غرب بانكوك عاصمة تايلاند.

## الجريمة
منذ منتصف عام 2010، أصبحت مياوادي موطنًا للكازينوهات غير المنظمة، والتي لا تزال غير قانونية في ميانمار. في عام 2021، كان مياوادي موطنًا لما لا يقل عن 18 كازينو.
اجتذبت المنطقة المحيطة بمياوادي استثمارات كبيرة في شكل مشاريع تطوير المقامرة الصينية ذات العلاقات مع الثلاثيات وعصابات الجريمة، بما في ذلك مدينة ياتاي الجديدة، التي أنشأها [[|]]، وهو رجل أعمال صيني مدان؛ منطقة سايكسيغانغ الصناعية، المرتبطة بـ [[|]]، زعيم الثالوث السابق؛ ومدينة هوانيا الدولية الجديدة. أصبحت قرية [[|]] القريبة مركزًا للجريمة الإقليمية الكبرى والاتجار بالبشر ومركزًا للاحتيال عبر الإنترنت. برزت [[|]]، الواقعة في قرية موهتتل القريبة، مركزًا للاحتيال عبر الإنترنت والاتجار بالبشر والمقامرة عبر الإنترنت والدعارة والمخدرات. تشمل الجرائم الإلكترونية المرتكبة في المنطقة المجاورة لمياوادي [[|]]، التي تديرها عصابات الجريمة الصينية، التي توقع أشخاصًا (معظمهم من العرق الصيني) تحت ذرائع كاذبة ثم تجبرهم تحت التهديد بالتعذيب لإقناع الضحايا بإرسال مبالغ كبيرة من المال. لهم.

## روابط خارجية
- - ويكيميديا
- "Myawadi Map — Satellite Images of Myawadi" at Maplandia
- "Myawaddy Photos: Pictures of Myawaddy, Myanmar", TravelPod